# Gran Premi d'Espanya de Motocròs 250cc 1968
L'edició de 1968 del Gran Premi d'Espanya de Motocròs 250cc fou la 7a d'aquesta prova. Organitzat per la Penya Motorista 10 x Hora, el Gran Premi era la primera prova del Campionat del Món d'aquell any i tingué lloc el cap de setmana del 30 i 31 de març al Circuit del Vallès, en terrenys de l'antiga Mancomunitat Sabadell-Terrassa (actualment dins el terme municipal de Terrassa). Hi participaren 40 pilots de 15 països diferents (quatre dels quals catalans) i hi assistiren nombrosos espectadors.
Fou la primera edició del Gran Premi celebrada al Circuit del Vallès, després de les quatre darreres que s'havien organitzat al Circuit de Santa Rosa.

## Curses

### Primera mànega
| Posició | Pilot           | Motocicleta |
| ------- | --------------- | ----------- |
| 1       | Joël Robert     | ČZ          |
| 2       | Torsten Hallman | Husqvarna   |
| 3       | Marcel Wiertz   | Bultaco     |
| 4       | Don Rickman     | Bultaco     |
| 5       | Sylvain Geboers | CZ          |
| 6       | Dave Bickers    | CZ          |
| 7       | Adolf Weil      | Maico       |
| 8       | José Sánchez    | Bultaco     |
| 9       | Jacky Porte     | Montesa     |
| 10      | Malcolm Davis   | AJS         |

### Segona mànega
| Posició | Pilot           | Motocicleta |
| ------- | --------------- | ----------- |
| 1       | Torsten Hallman | Husqvarna   |
| 2       | Håkan Andersson | Husqvarna   |
| 3       | Dave Bickers    | ČZ          |
| 4       | Joël Robert     | CZ          |
| 5       | Sylvain Geboers | CZ          |
| 6       | Don Rickman     | Bultaco     |
| 7       | Jacky Porte     | Montesa     |
| 8       | Adolf Weil      | Maico       |
| 9       | José Sánchez    | Bultaco     |
| 10      | Gaston Rahier   | CZ          |

## Classificació final
| Posició | Pilot           | Motocicleta | Punts |
| ------- | --------------- | ----------- | ----- |
| 1       | Torsten Hallman | Husqvarna   | 3     |
| 2       | Joël Robert     | ČZ          | 5     |
| 3       | Dave Bickers    | CZ          | 9     |
| 4       | Sylvain Geboers | CZ          | 10    |
| 5       | Don Rickman     | Bultaco     | 10    |
| 6       | Adolf Weil      | Maico       | 15    |
| 7       | Jacky Porte     | Montesa     | 16    |
| 8       | José Sánchez    | Bultaco     | 17    |
| 9       | Malcolm Davis   | AJS         | 22    |
| 10      | Gaston Rahier   | CZ          | 23    |